# Solana de Santa Cristina

La Solana de Santa Cristina, respecte del terme d'Abella de la Conca

La Solana de Santa Cristina és una solana del terme municipal d'Abella de la Conca, a la comarca del Pallars Jussà. Pertany al territori de la vall de Carreu.
Està situada al nord-oest de Carreu, al sud-oest de la Serra de Santa Cristina, al aud-est del lloc de Claverol i de les restes de la masia de Claverol.

## Etimologia
Es tracta de la part solana de la partida de Santa Cristina, que pren el nom d'una antiga església de la qual només ha quedat el topònim, Santa Cristina de Carreu.